# Aeroportul Municipal Susanville
Aeroportul Municipal Susanville (IATA: SVE, ICAO: KSVE, FAA LID: SVE) este un aeroport din California, Statele Unite ale Americii ce deservește zona Susanville⁠(d). A fost numit după zona deservită.
Situat la o altitudine de 1.265 m, aeroportul dispune de 2 piste.

## Infrastructură

### Piste
Aeroportul dispune de 2 piste. Pista 07/25 are suprafața de loam[*] și dimensiunile 2.180 picioare × 60 picioare. Pista 11/29 are suprafața de asfalt și dimensiunile 4.051 picioare × 75 picioare. 